# Lista de prefeitos de Rodeio
Esta é a lista de prefeitos e vice-prefeitos do município de Rodeio, estado brasileiro de Santa Catarina:
| Nº | Prefeito                       | Partido  | Vice-prefeito              | Início do mandato       | Fim do mandato          | Observações                                     |
| 1  | Sílvio Scoz                    | PLS/ PSD | —                          | 14 de março de 1937     | 13 de fevereiro de 1947 | Prefeito nomeado                                |
| 2  | Amaro da Silva Pacheco         |          | —                          | 14 de fevereiro de 1947 | 21 de agosto de 1947    | Prefeito nomeado como Interventor Federal       |
| 3  | Joaquim Rigo                   | PSD      | —                          | 22 de agosto de 1947    | 9 de novembro de 1947   | Prefeito nomeado                                |
| 4  | Ermínio Gadotti                | PSD      | —                          | 10 de novembro de 1947  | 30 de janeiro de 1951   | Prefeito eleito                                 |
| 5  | Heitor Beninca                 | UDN      | —                          | 31 de janeiro de 1951   | 30 de janeiro de 1956   | Prefeito eleito                                 |
| 6  | Jorge Schütz Júnior            | UDN      | —                          | 31 de janeiro de 1956   | 30 de janeiro de 1961   | Prefeito eleito                                 |
| 7  | Germano Tambosi                | UDN      | —                          | 31 de janeiro de 1961   | 30 de janeiro de 1966   | Prefeito eleito                                 |
| 8  | Heitor Beninca                 | PDC      | —                          | 31 de janeiro de 1966   | 30 de janeiro de 1970   | Prefeito eleito                                 |
| 9  | Estácio Pisetta                | ARENA    | Silvino Pedri (ARENA)      | 31 de janeiro de 1970   | 30 de janeiro de 1973   | Prefeito e vice eleitos em sufrágio universal   |
| 10 | José Maximiliano Venturi       | MDB      | João Notari (PMDB)         | 31 de janeiro de 1973   | 31 de janeiro de 1977   | Prefeito e vice eleitos em sufrágio universal   |
| 11 | Estácio Pisetta                | ARENA    |                            | 1º de fevereiro de 1977 | 31 de janeiro de 1983   | Prefeito eleito                                 |
| 12 | Antônio José Venturi           | PMDB     | Walmor Vailatti (PMDB)     | 1º de fevereiro de 1983 | 31 de dezembro de 1988  | Prefeito e vice eleitos em sufrágio universal   |
| 13 | Hélio José Fiamoncini          | PDS      | Agenor Zonta (PDS)         | 1º de janeiro de 1989   | 31 de dezembro de 1992  | Prefeito e vice eleitos em sufrágio universal   |
| 14 | Flávio Betti da Cruz           | PFL      | Sálvio Berri (PMDB)        | 1º de janeiro de 1993   | 31 de dezembro de 1996  | Prefeito e vice eleitos em sufrágio universal   |
| 15 | Hélio José Fiamoncini          | PPB      | Vitor Leitempergher (PFL)  | 1º de janeiro de 1997   | 31 de dezembro de 2000  | Prefeito e vice eleitos em sufrágio universal   |
| 16 | Antônio José Venturi           | PMDB     | Walmor Vailatti (PMDB)     | 1º de janeiro de 2001   | 31 de dezembro de 2004  | Prefeito e vice eleitos em sufrágio universal   |
| 17 | Carlos Alberto Pegoretti, Nene | PP       | Genor Girardi, Nego (PSDB) | 1º de janeiro de 2005   | 31 de dezembro de 2008  | Prefeito e vice eleitos em sufrágio universal   |
| 17 | Carlos Alberto Pegoretti, Nene | PP       | Genor Girardi, Nego (PSDB) | 1º de janeiro de 2009   | 31 de dezembro de 2012  | Prefeito e vice reeleitos em sufrágio universal |
| 18 | Paulo Roberto Weiss            | PT       | Valcir Ferrari (PDT)/(PSD) | 1º de janeiro de 2013   | 31 de dezembro de 2016  | Prefeito e vice eleitos em sufrágio universal   |
| 18 | Paulo Roberto Weiss            | PT       | Valcir Ferrari (PDT)/(PSD) | 1º de janeiro de 2017   | 31 de dezembro de 2020  | Prefeito e vice reeleitos em sufrágio universal |
| 19 | Valcir Ferrari                 | PSD      | Airton Souza (PT)          | 1º de janeiro de 2021   | 31 de dezembro de 2024  | Prefeito e vice eleitos em sufrágio universal   |
| 20 | Nei Paulo Venturi              | MDB      | Lucas Noriler (PL)         | 1º de janeiro de 2025   | Atualidade              | Prefeito e vice eleitos em sufrágio universal   |

## Partidos com maior período no poder
PP/ARENA - 26 anos
MDB - 18 anos
PSD (1945-1965) - 14 anos
UDN - 12 anos
PT - 8 anos
PFL- 4 anos
PDC - 4 anos